# باشگاه فوتبال آژیوس دیمیتریوس
باشگاه فوتبال آژیوس دیمیتریوس (انگلیسی: Agios Dimitrios F.C.) یک باشگاه فوتبال در شهر آژیوس دیمیتریوس یونان است. این باشگاه در لیگ فوتبال یونان بازی می‌کند. این باشگاه در سال ۱۹۲۸ تأسیس شده‌است. 
این انجمن در سال 1928 بر اساس ایده تیمی از دوستان و ساکنان آژیوس دیمیتریوس تأسیس شد. رنگ باشگاه آبی و قرمز است. در سال 2002، آگیوس دیمیتریوس از انجمن آماتور به حرفه ای تبدیل شد و هدف آن صعود به سوپر لیگ یونان بود، اما در آن سال در لیگ بتا اتنیکی آخرین رتبه را کسب کردند. قابل توجه به خاطر قهرمانی در جام آتن در سال های 1975 و 1977. 